# Leptocorticium capitulatum
Leptocorticium capitulatum är en svampart som beskrevs av Hjortstam & Ryvarden 2005. Leptocorticium capitulatum ingår i släktet Leptocorticium och familjen Corticiaceae.   Inga underarter finns listade i Catalogue of Life.